# المنطقة 202
كانت المنطقة 202 (بالإنجليزية: District 202)‏ في الأصل مركز إنزال في منيابولس للشباب المثليين والمثليات ومزدوجي التوجه الجنسي والعابرين جندريا. ولكن أغلقت المنظمة الإنزال المادي في المركز في عام 2009 ثم عرضت برمجتها حول منطقة مترو منيابولس سانت بول حتى أصبحت جزءًا من منظمة «الشراكة العائلية» (بالإنجليزية: The Family Partnership)‏ في مارس 2012.
افتتحت منظمة المنطقة 202 في عام 1993 كمركز إنزال غير ربحي للشباب من مجتمع المثليين. وكانت في أوجها مكانًا ممتلئًا ومزدحمًا. إذ توقف حوالي 2000 شاب في مركز الإنزال في عام 1997 بمجموع ما يصل إلى 12000 زيارة. ولكن انخفض الحضور وكان عدد قليل من المراهقين يزورونه بحلول الأشهر الأخيرة لمركز الاستقبال. أغلقت المنطقة 202 مركز الاستقبال في يوليو 2009 وركزت على تقديم البرامج في أماكن مثل الكنائس والمراكز المجتمعية وعبر الإنترنت. أصبحت المنظمة جزءًا من منظمة «الشراكة العائلية للأطفال المثليين: برنامج التدخل لمنع العنف» (بالإنجليزية: The Family Partnership's GLBT-Kids: Abuse Intervention Program)‏ في 20 مارس 2012.